# Nokturno u crnom i zlatnom
Nokturno u crnom i zlatnom: raketa u padu je slika Jamesa McNeila Whistlera iz 1875. g. koja se smatra vrhuncem Whistlerove umjetnosti i jednom od prvih slika moderne umjetnosti.
Whistler je na slici prenio boje londonskih magli koje snažno kuju neuredne terase Chelsea, kod mosta Battersea, te stvaraju jedinstvenu sliku Londona. Odabran je trenutak noćnog vatrometa iznad vrtova Cremornea s konfetama zlatnih i crvenih mrlja preko tamnih tonova ultramarin plave, bjelokosno bijele, smeđe i zelene. Whistler je smatrao prodorne uljene boje analogne glazbenim tonovima, i otuda joj potječe naziv.
Britanski kritičar John Ruskin, autor petoknjižnog djela „Moderni umjetnici“ koje zastupa umjetničko vjerno prikazivanje prirode, izdao je negativnu analizu Whistlerove slike opisavši umjetnika kao prevaranta koji naplatio 200 gvineja za "bacanje kante boja u lice publike".
Uslijedila je građanska tužba za klevetu koja je završila na sudu i gdje je Whistler morao braniti sliku tvrdeći kako je ona djelo dugogodišnjeg rada i razvoja umjetnika. Iako je pobijedio, proces ga je financijski uništio, ali je Whistler postao umjetničkim herojem. Slika je inspirirala tzv. estetski pokret u Engleskoj i jako su je cijenili francuski impresionisti.